# 高木早苗
高木 早苗（たかぎ さなえ、1955年5月21日 - ）は、日本の女性声優。青二プロダクション所属。千葉県山武郡松尾町（現：山武市）出身。夫は声優の龍田直樹。

## 略歴
幼少期から大の歌好きであり、音感が優れていたことからピアノも習い始めるようになったが、弾きすぎて腱鞘炎になり、当時目指していた音楽大学の受験も断念。
高校卒業後、桜美林大学英文科に進学。しかし希望していた音楽大学へ進めなかったこともあり、「何もかもが自分と合わず、やはり入学すべきではなかった、自分のいるところではなかった」と思うようになった。アルバイトの観光バスのガイドの臨時従業員として勤務し、会社のお偉いさんに気に入られて会社の貴重な人材にされた。その頃、雑誌で勝田久の声優講座を知って声優を志して入会し、同大学を中退。
東京都杉並区荻窪に住んでいた勝田の家を訪れた際、勝田は余りに簡単に声優を志す高木を見て、「声優になるということは容易なことではない、よーく考えてからしなさい……」と言ったが、その時に決めてしまった高木には通じなかったようであったという。その翌日から、高木は勝田の腰巾着になりスタジオに付いていくことになった。
1976年7月、『グロイザーX』の録音スタジオで、レギュラーの娘役の出演者にトラブルがあり来られず、皆が困った時、「チャンスだ、高木君やってごらんなさい」と言われ演じたところOKとなり、同作でデビュー。その時は勝田も驚いていたが、当人がもっと驚いていたようであった。その後、『一球さん』のミチ役、『まんが猿飛佐助』のさくら役、『赤毛のアン』のジェーン役と、レギュラー出演が続いていた。
勝田も「基礎をもっとやっておかねば」と、いささか心配になり俳協養成所に6期生・聴講生として通わせることにしていた。その後は「おじゃまだぬきのアスカ」というニックネームがつけられるほど、養成所の人気者となり、聴講生は参加できなかった発表会のステージでも、司会者として出演した。以前は新企画、東京俳優生活協同組合、アーツビジョンに所属していた。

## 人物・特色
かつてはヒロインを演じていたことで知られていたが、その後は母親役、初老の女性役を演じるようになった。また幼い女の子役、知的な少年役なども演じている。
特技は琴、卓球、テニス。
夫は声優の龍田直樹。息子がいる。

## 出演
太字はメインキャラクター。

### テレビアニメ
1976年
- グロイザーX（1976年 - 1977年、四村みどり）

1977年
- ヤッターマン（子供）

1978年
- 一球さん（ミチ）
- ペリーヌ物語
- 無敵鋼人ダイターン3（1978年 - 1979年、美女たち、子供、ソルジャーB、女ソルジャーB、コンピューターの声 他）

1979年
- 赤毛のアン（ジェーン・アンドリュース）
- 機動戦士ガンダム（チヨ）※クレジットではチョ
- ドラえもん（テレビ朝日版第1期）
- まんが猿飛佐助（1979年 - 1980年、さくら）
- 野球狂の詩（女学生B、場内アナ）

1980年
- 鉄腕アトム（第2作）（こずえ）
- 伝説巨神イデオン（マラカ・ファード）
- トム・ソーヤーの冒険（エミー〈2代目〉）
- ベルサイユのばら
- 無敵ロボ トライダーG7（1980年 - 1981年、竹尾サチ子、中村信吉）

1981年
- おはよう!スパンク
- 最強ロボ ダイオージャ（1981年 - 1982年、フローラ・シノブ）
- まいっちんぐマチコ先生（横浜テンコ、女子レスラー）
- ヤットデタマン（パンドラ）
- まんが 水戸黄門

1982年
- うる星やつら
- おちゃめ神物語コロコロポロン（エコー、ハッピー）
- 怪物くん
- 逆転イッパツマン（ミチコ）
- ゲームセンターあらし（子供C）
- トンデラハウスの大冒険（1982年 - 1983年、夏山カンナ）
- フクちゃん（健ちゃん）
- 魔境伝説アクロバンチ（アタワ）
- 魔法のプリンセス ミンキーモモ（キャニー、チビ、ミイチャン、オットー）
- ワンワン三銃士（婦人）

1983年
- 亜空大作戦スラングル（メラニー）
- 機甲創世記モスピーダ（女隊員A、マリア）
- パーマン（社六、ユキ 他）
- プラレス3四郎（亜季）
- みゆき（三原佐知子）

1984年
- 超攻速ガルビオン（ロロン）
- ふしぎなコアラブリンキー（母親、先生コアラ）
- 牧場の少女カトリ（男の子）

1985年
- キャプテン翼（マルチーノ）
- 小公女セーラ（マリエット、スーザン）
- プロゴルファー猿（1985年 - 1988年、中丸）

1986年
- 愛少女ポリアンナ物語（ベス）
- Oh!ファミリー（シェレン・アンダーソン）
- 青春アニメ全集（馬渕典子）
- 北斗の拳（ジロ）
- ロボタン

1987年
- エスパー魔美（宮田）

1988年
- キテレツ大百科（たか子、ガイド、給食のおばさん）
- シティーハンター2（圭子、高原ルミ）
- 新プロゴルファー猿（中丸）
- ハロー!レディリン（ドロシーの母）
- ひみつのアッコちゃん（里美先生）
- 燃える!お兄さん（母親〈若〉）
- 名門!第三野球部（あすなろの母）

1989年
- がきデカ（西城の母）
- それいけ!アンパンマン（プリンくん〈初代〉）

1990年
- 美味しんぼ（桐田美枝、子供B）
- かりあげクン（ヒサエの母、タマの飼い主）
- 魔法使いサリー（1989年版）（1990年 - 1991年、桃子先生、ナンシーの母、マリンガット女王）
- もーれつア太郎（ア太郎の母）

1991年
- 緊急発進セイバーキッズ（1991年 - 1992年、天神林梅子）

1992年
- 美少女戦士セーラームーン（1992年 - 1996年、育子、妖魔グレープ） - 4シリーズ

1993年
- スラムダンク（安西夫人）
- 超電動ロボ 鉄人28号FX（ローズの母）
- ツヨシしっかりしなさい（江田マメ夫）
- ドラゴンリーグ（アラシ、ババリン、イーナ）

1994年
- ママレード・ボーイ（北原晶子、木島黎）

1995年
- ロミオの青い空（パトリッツィア）

1996年
- ゲゲゲの鬼太郎（第4作）（1996年 - 1997年、母、晴夫、早苗、老婆の駅員、昇）

1997年
- 中華一番!（コチョウ夫人）

1998年
- MASTERキートン（慎介の母）

2001年
- ののちゃん（藤原先生の母）

2002年
- キン肉マンII世（ビビンバ）

2003年
- 金色のガッシュベル!!（進一の母）
- 釣りバカ日誌（主人）

2008年
- ゲゲゲの鬼太郎（第5作）（社長の妻）

2011年
- ちびまる子ちゃん（2011年 - 2019年、小梅、おばさん、岩田さんの奥さん、佐伯のおばあさん）

2014年
- ONE PIECE（2014年 - 2020年、おばさん、ペコママ、びん豪の女房、婆さん）

### 劇場アニメ
- 機動戦士ガンダム（1981年、ハロ）
- 伝説巨神イデオン 接触篇（1982年、ファード）
- 伝説巨神イデオン 発動篇（1982年、ファード）
- うる星やつら オンリー・ユー（1983年）
- プロゴルファー猿 スーパーGOLFワールドへの挑戦!!（1986年、中丸）
- プロゴルファー猿 甲賀秘境!影の忍法ゴルファー参上!（1987年、中丸）
- スラムダンク 全国制覇だ! 桜木花道（1994年、安西の妻）
- 明日をつくった男 田辺朔郎と琵琶湖疏水（2003年）[16]

### OVA
- エースをねらえ!2（1988年、ひろみの母）
- 手天童子（1989年、柴京子）
- 左のオクロック!!（1989年、由宇の母）
- 暗黒神伝承 武神（1991年、母親）
- スローステップ（1991年、美夏の母）
- キャシャーン（1993年、東みどり[17]）
- グラップラー刃牙（1994年、松本絹代）

### ゲーム
- 美少女戦士セーラームーン（1994年、月野育子）※PCエンジン版
- ジョジョの奇妙な冒険（1999年）※PS版
- SUNRISE WORLD WAR（2003年、シノブ）
- キン肉マン マッスルグランプリMAX（2006年、ビビンバ）※PS2ソフト
- プロゴルファー猿（2008年、中丸）
- ペルソナ3 リロード（2024年、北村光子[18]）

### ドラマCD
- 愛していると言ってくれ。（吉峰唯）

### 吹き替え

#### 映画
- がんばれ!ベアーズ ※テレビ朝日版
- ゴースト/血のシャワー（ロビン・マーシャル）※フジテレビ版（BD収録）
- ダーティハリー2※テレビ朝日版
- ナビゲイター ※日本テレビ版（HDニューマスター・エディションBD/DVD収録）
- マッドストーン（バネッサ）※TBS版（ソフト収録）
- 奇蹟/ミラクル（ベル〈グロリア・イップ〉）
- 猛獣大脱走
- リバイアサン（エリザベス・ウィリアムス〈アマンダ・ペイズ〉）※VHS版
- ワーロック※テレビ朝日版

#### ドラマ
- 超音速ヒーロー ザ・フラッシュ（リサ・マーチ）※日本テレビ版

### テレビ番組
- みんなのたあ坊シリーズ（たあ坊）
- 週刊こどもニュース（声の出演）
- アッコにおまかせ!（ナレーション）
- ペットの王国 ワンだランド（ナレーション）
- ダーウィンが来た! 〜生きもの新伝説〜（ヒゲ子）
- ハイビジョン特集（ボイスオーバー）